# Tadeusz Gajdzis
Tadeusz Gajdzis (ur. 28 października 1926 w Sokółce, zm. 2 maja 2021) – polski inżynier i pisarz. Publicysta o zainteresowaniach społeczno-politycznych i historią II wojny światowej.

## Życiorys
Urodził się w Sokółce w 1926 roku w rodzinie rzemieślniczej. Po wojnie w 1947 wyjechał do Wrocławia, gdzie skończył studia na wydziale budownictwa. Pracował jako inspektor nadzoru robót budowlanych we Wrocławiu i w Białymstoku (od 1954 do 1998). Autor książek o Sokólszczyźnie.
Pod koniec życia mieszkał w Białymstoku. Zmarł 2 maja 2021.

## Publikacje
- "Ziemia zroszona łzami" (2000)
- "Wolność krzyżami znaczona..." (2003)
- "Sokólskie barwy" (2005)
- "Koń sokólski" (2008)
- "Mijają lata" (2013)[3]